# Civitella Alfedena
Civitella Alfedena est une commune de la province de L'Aquila en Italie, située dans le parc national des Abruzzes, Latium et Molise.

## Géographie

### Communes limitrophes
Barrea, Opi, Scanno, Settefrati (FR), Villetta Barrea

## Administration
| Période                                  | Période  | Identité          | Étiquette       | Qualité |
| ---------------------------------------- | -------- | ----------------- | --------------- | ------- |
| 28 mai 2002                              | En cours | Giancarlo Massimi | Centro-Sinistra |         |
| Les données manquantes sont à compléter. |          |                   |                 |         |

## Culture
- Musée et aire faunistique du Loup des Apennins[2].

## Jumelages
- Canal San Bovo (Italie)